# Poppo de Aquileia
Poppo de Treffen (de asemenea, Wolfgang) a fost patriarh de Aquileia de la 1019 la 1045. 
În anul 1020, Poppo s-a aflat la comanda celei mai mici dintre cele trei coloane ale armatei conduse de împăratul Henric al II-lea (cel care îl și numise ca patriarh) în sudul Italiei. Trupele lui Poppo au urmat linia Munților Apenini și s-a raliat celorlalte divizii pentru a asedia Troia, noua fortăreață construită de catepanul bizantin Vasile Boioannes. Asediul nu a constituit un succes, iar armatele imperiale au făcut cale întoarsă.
În 1027, Poppo a pătruns în Grado, jefuind sediul patriarhului rival din Italia de nord. Domnia sa pare să fi adus ultima victorie pentru Patriarhatul aquileian. La 6 aprilie al aceluiași an, papa Ioan al XIX-lea a convocat la Lateran un sinod în care s-a pronunțat în favoarea Aquileiei și l-a plasat pe episcopul de Grado sub jurisdicția aquileiană. Faptul a constituit un precedent, Poppo declarându-se superior tuturor episcopilor din regiune. Însă în 1029, papa Ioan a revocat decizia sa anterioară și a reafirmat toate demnitățile pentru episcopul din Grado. Mai târziu, în 1044, Poppo va prăda din nou orașul în care se afla rivalul său.
Poppo a consacrat noua catedrală din Aquileia, dedicată Fecioarei Maria în data de 13 iulie 1031.